# George Springer
George Chelston Springer III, född den 19 september 1989 i New Britain i Connecticut, är en amerikansk professionell basebollspelare som spelar för Toronto Blue Jays i Major League Baseball (MLB). Springer är outfielder.
Springer har tidigare spelat för Houston Astros (2014–2020). Bland hans meriter kan nämnas att han vann World Series med Astros 2017, då han även utnämndes till matchseriens mest värdefulla spelare (MVP). Han har tagits ut till MLB:s all star-match fyra gånger och har vunnit två Silver Slugger Awards.

## Karriär

### College
Springer draftades av Minnesota Twins 2008 som 1 437:e spelare totalt direkt efter high school, men skrev inte på utan valde att studera vid University of Connecticut i stället och spela för skolans basebollag Connecticut Huskies, vilket han gjorde 2009–2011. Där firade han stora triumfer, bland annat utsågs han till årets nykomling (rookie) i Big East Conference 2009 och till årets spelare 2011.

### Major League Baseball

#### Houston Astros
Springer draftades för andra gången 2011, då av Houston Astros som elfte spelare totalt och efter långa förhandlingar kom han i sista stund överens med Astros om ett kontrakt och fick en bonus på 2,52 miljoner dollar.

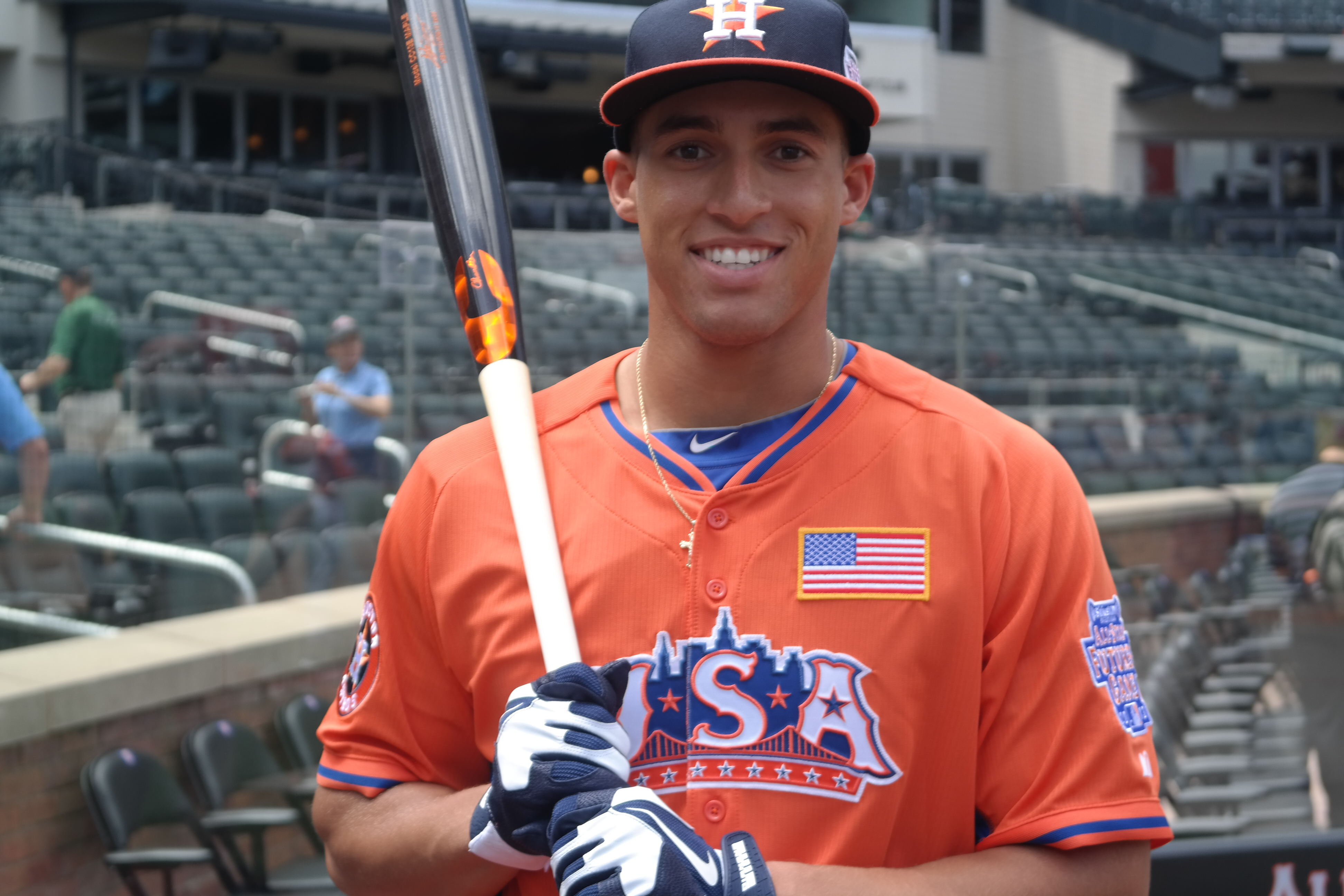
Springer vid Futures Game 2013.

Springer inledde sin proffskarriär i Astros farmarklubbssystem i slutet av 2011 års säsong. 2013 utsågs han till den bästa spelaren i systemet och ett par veckor in på nästföljande säsong kallades han för första gången upp till moderklubben. Han debuterade i MLB den 16 april 2014 och spelade fantastiskt bra direkt. Bland annat utsågs han till månadens nykomling i American League i maj efter att ha slagit tio homeruns och haft 25 RBI:s, men hans säsong fick ett abrupt slut i slutet av juli då han drabbades av en muskelbristning i vänster lår. Trots att han bara spelade 78 matcher för Astros var han med sina 20 homeruns bara en från klubbrekordet för nykomlingar och han var vid tidpunkten för skadan bäst i klubben i homeruns och RBI:s (51). Hans slaggenomsnitt var dock bara 0,231 och han hade hela 114 strikeouts på 295 at bats.
Springer bidrog 2015 till att Astros gick till slutspel för första gången på tio år, där man dock förlorade i American League Division Series (ALDS) mot de blivande mästarna Kansas City Royals. Han hade under grundserien ett slaggenomsnitt på 0,276, 16 homeruns och 41 RBI:s på 102 matcher. Han var handledsskadad under i princip hela juli och augusti.
I slutet av maj 2016 fick Springer börja slå som nummer ett i slagordningen (leadoff), en roll han genast trivdes i. Han spelade alla Astros 162 matcher och hade flest plate appearances i MLB (744). Han hade ett slaggenomsnitt på 0,261 och satte personliga rekord i bland annat homeruns (29), RBI:s (82), poäng (116), hits (168), total bases (294), doubles (29), triples (fem) och walks (88).

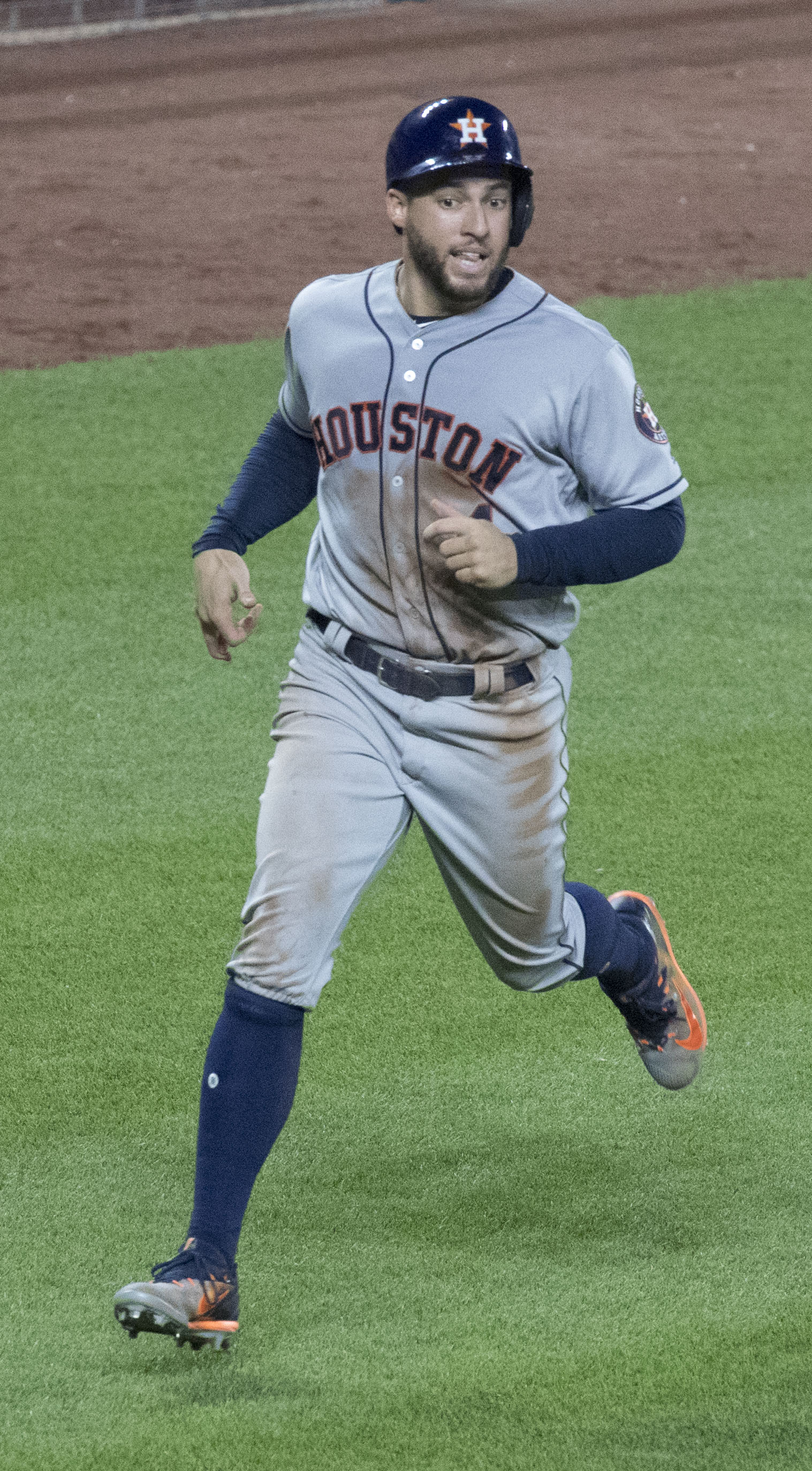
Springer under en match i juli 2017.

Springer spelade mest som centerfielder 2017, efter att dessförinnan mest ha varit rightfielder. Han togs ut till MLB:s all star-match för första gången, och röstades av fansen fram att starta matchen. I slutet av juli fick han problem med vänster lår och hamnade på skadelistan. Han spelade 140 matcher under grundserien med ett slaggenomsnitt på 0,283, 34 homeruns och 85 RBI:s. Alla tre noteringarna var personliga rekord, vilket även hans slugging % (0,522) och on-base plus slugging (OPS) (0,889) var. Han var näst bäst i American League med 112 poäng. I slutspelet gick Astros hela vägen till World Series, där man ställdes mot Los Angeles Dodgers. Astros tog hem titeln, klubbens första, med 4–3 i matcher och Springer utsågs till matchseriens mest värdefulla spelare (MVP). Han blev den första spelaren någonsin att slå en homerun i fyra raka matcher i en World Series och hans totalt fem homeruns tangerade rekordet för en World Series, vilket innehades av Reggie Jackson och Chase Utley. Han satte även rekord med åtta extra-base hits och 29 total bases i en World Series. Hans slaggenomsnitt i World Series var 0,379 och han hade sju RBI:s och åtta poäng. Efter säsongen vann han sin första Silver Slugger Award.
2018 slog Springer för andra året i rad en homerun som lagets första slagman i den första matchen för säsongen, något som aldrig hänt tidigare i MLB. Den 7 maj blev han den första Astros-spelaren någonsin att ha sex hits i en match som inte gick till förlängning. Han togs ut till sin andra raka all star-match, denna gång som reserv. I början av augusti skadade han vänster tumme och missade ungefär en vecka. Springer slutade grundserien med ett slaggenomsnitt på 0,265, 22 homeruns och 71 RBI:s på 140 matcher. Han spelade bra i slutspelet, bland annat satte han nytt klubbrekord i slutspels-homeruns under karriären, men Astros åkte ut i finalen i American League, American League Championship Series (ALCS), mot Boston Red Sox.
Springer drabbades av en skada i baksidan av vänster lår i slutet av maj 2019 och var borta från spel i en månad. Trots det togs han ut till sin tredje raka all star-match, den andra från start. Totalt under grundserien spelade han 122 matcher med ett slaggenomsnitt på 0,292, 39 homeruns och 96 RBI:s. Förutom i dessa kategorier satte han personliga rekord i on-base % (0,383), slugging % (0,591) och OPS (0,974). I slutspelet gick Astros till World Series för andra gången på tre år, men det blev förlust med 3–4 i matcher mot Washington Nationals, trots Springers två homeruns. Han vann efter säsongen sin andra Silver Slugger Award.
Under den av covid-19-pandemin kraftigt förkortade grundserien 2020 spelade Springer 51 matcher med ett slaggenomsnitt på 0,265, 14 homeruns och 32 RBI:s. Astros gick till ALCS, men förlorade där mot Tampa Bay Rays. Efter säsongen blev han free agent för första gången.

#### Toronto Blue Jays
I januari 2021 skrev Springer på ett sexårskontrakt med Toronto Blue Jays värt 150 miljoner dollar. Han drabbades dock av en muskelbristning i sidan av överkroppen under försäsongsträningen, och när han nästan var kvitt den skadan fick han en muskelbristning i höger lår. Han kunde göra sin Blue Jays-debut först en knapp månad in på säsongen. Efter bara fyra matcher hade lårskadan förvärrats och han var sedan borta i en och en halv månad. I mitten av augusti stukade han vänster vrist och missade ytterligare ett par veckor. När han väl kunde spela gjorde han det bra och blev tre gånger under säsongen utsedd till veckans spelare i American League, något ingen lyckats med sedan Justin Verlander tio år tidigare. På grund av alla skador spelade han bara 78 matcher, men fick ändå ihop 22 homeruns och 50 RBI:s. Hans slaggenomsnitt var 0,264.
Springer togs 2022 ut till sin fjärde all star-match på fem säsonger (ingen all star-match spelades 2020), men valde att inte spela utan vila sin högra armbåge, som hade besvärat honom under säsongen.

## Privatliv
Springers farfar flyttade från Panama till USA för att spela baseboll och Springers pappa spelade baseboll i Little League World Series. Springers mamma är från Puerto Rico och var gymnast. Springers systrar var duktiga softbollspelare.
När Springer växte upp höll han på Boston Red Sox.
Springer lider av stamning, något han kämpat hårt för att få bukt med.
Springer gifte sig i januari 2018 med Charlise Castro, som spelat softboll för det puertoricanska landslaget. Paret fick en son, som också fick namnet George, 2021.